# Echidnophaga octotricha
Echidnophaga octotricha är en loppart som beskrevs av Mardon et Dunnet 1971. Echidnophaga octotricha ingår i släktet Echidnophaga och familjen husloppor. Inga underarter finns listade i Catalogue of Life.